# Garrison, Texas
Garrison là một thành phố thuộc quận Nacogdoches, tiểu bang Texas, Hoa Kỳ. Năm 2010, dân số của xã này là 895 người.

## Dân số
- Dân số năm 2000: 844 người.
- Dân số năm 2010: 895 người.